# Saint-Romain-de-Benet

Saint-Romain-de-Benet este o comună în departamentul Charente-Maritime, Franța. În 1 ianuarie 2022 avea o populație de 1.777 de locuitori.